# 外洋海軍

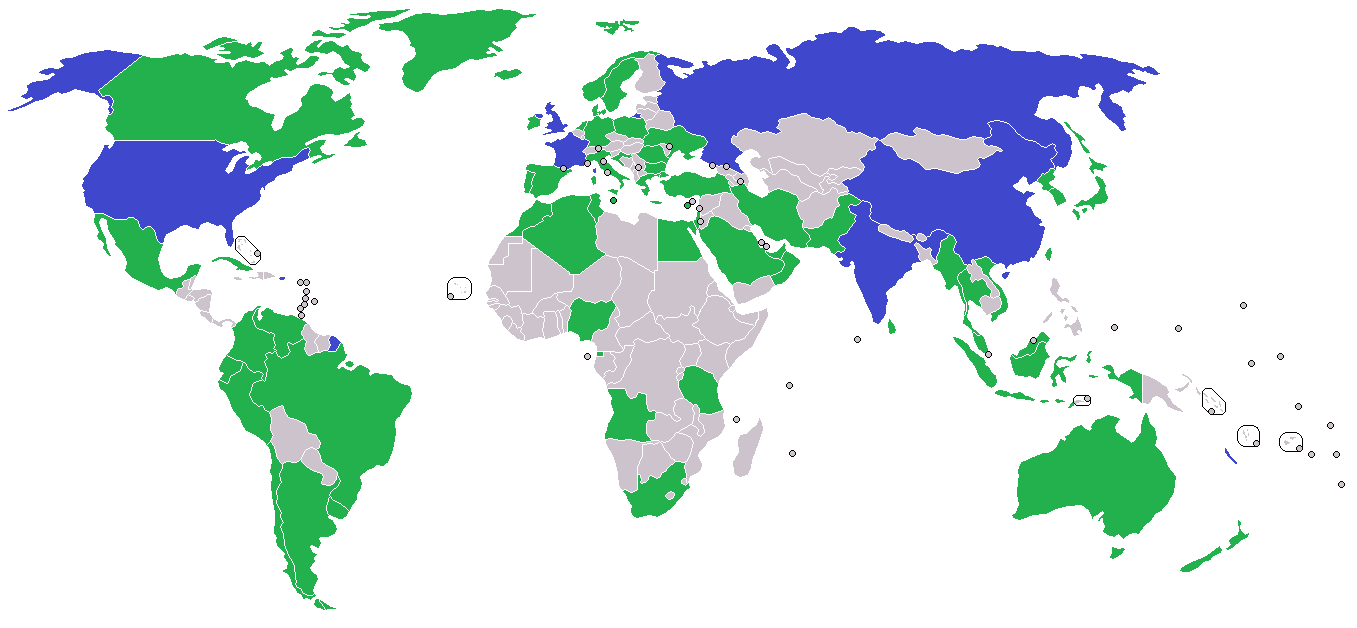
外洋海軍（ブルーウォーター・ネイビー）
地域海軍（グリーンウォーター・ネイビー）

外洋海軍（がいようかいぐん）またはブルーウォーター・ネイビー（英語：blue-water navy）は、外洋の深海上を横断して世界的に活動できる海軍である。実際にその海軍力を構成するものの定義は様々だが、広範囲での制海権を行使する能力が必要とされる。
また、地域海軍や沿岸海軍と対比される海洋地理学（en:Maritime geography）の用語でもある。

## 外洋海軍の特徴
公的な言説では、外洋海軍の能力は戦艦や巡洋艦、航空母艦、原子力潜水艦といった象徴的かつ重要な艦艇の運用と同一視される。例えば、オーストラリア海軍が「メルボルン」を交替すべきかどうかという1970年代の議論の中で、元海軍長官はオーストラリアがその最後の空母を交替しなければ、「もはや外洋海軍を擁することはなくなるだろう」 と述べた。結局オーストラリアは新たな空母を購入しなかったが、議会国防顧問だったゲリー・ブラウンは2004年にも、オーストラリア海軍は「効果的な外洋海軍」だと主張することができた。冷戦終結に向けたソ連海軍は、潜水艦やミサイル艦、長距離爆撃機に代わり、最小限の空母を有した外洋海軍のもうひとつの例である。
外洋海軍の能力は、海中、海上、そして空中の脅威からの戦力の防護と持続可能な後方支援を意味し、戦力投射の射程内にて持続的なプレゼンスを可能にする。真の外洋海軍の特徴は、海上での補給遂行能力にあり（replenishment at sea, RAS）、補給艦の就役は海軍の外洋への野心の強い兆候である。しかし、外洋海軍は他国の沿海に戦力投射できる一方で、能力の劣る部隊（非対称戦争）からの脅威に晒されやすいままでもある。射程内の戦力維持と兵站には高いコストを要するため、地上配備の航空戦力や地対地ミサイル、通常動力型潜水艦、あるいは高速沿岸攻撃艇（Fast Inshore Attack Craft）のような非対称戦術を用いることで、その展開戦力よりも攻撃上の利点があるかもしれない。この脆弱性の一例は、2000年10月にアデンで起きた米艦コール襲撃事件である。
「外洋海軍」という用語は個々の艦艇の能力と混同してはならない。例えば、地域海軍の艦艇は短時間であれば外洋で運用できる。多くの国は豊富な海軍資産を有しているが、必要とされる持続可能な兵站維持能力に欠けている。それらの中には、ソマリア沖の海賊対策パトロールのような、外洋展開における統合任務部隊に参加しているものもある。

### 定義
辞書の定義によれば、外洋海軍の能力とは自国の母港から遠く離れた公海上で運用可能な遠洋航海する艦隊を指し、世界中で活動するものもある。
2012年に刊行された『Sea Power and the Asia-Pacific』にて、Geoffrey Till・Patrick C. Bratton両教授はブラウンウォーター、グリーンウォーター、ブルーウォーターそれぞれの海軍の定義に関して、彼らが「簡潔な基準」と呼ぶものを次のように概説している。「…沿岸部を防衛する能力がある海軍を表すブラウンウォーター・ネイビー、地域的海域にて運用する能力を持つ海軍をグリーンウォーター・ネイビー、そして深海上を横断して活動できる海軍はブルーウォーター・ネイビーとして類型化される。」しかし彼らは、このように海軍の序列を定義し理解してもまだ「曖昧である」と続けている。例えば、フランスとアメリカ合衆国は優秀な外洋海軍を擁するとみなされるかもしれないが、「両海軍の作戦能力と地理的範囲は明らかに異なる。」と述べている。
別の定義では、「ブラウンウォーター」を海岸から100海里以内の沿海域だとしている。また、「グリーンウォーター」は100海里沖から隣接する主要な地形までであり、「ブルーウォーター」は海岸から少なくとも1500海里沖以上にて戦力投射する能力を指すという。伝統的に、海岸から200海里までの海域で活動する沿岸海軍と外洋を航海する外洋海軍とは区別されていたが、アメリカ海軍は「沿岸海軍（ブラウンウォーター・ネイビー）」に代わって、新たに「地域海軍（グリーンウォーター・ネイビー）」という用語を作り出した。現在の沿岸海軍は、主に河川における戦力として知られるようになった。
しかしそれにもかかわらず、用語の合意された定義はない。

### 海外基地
歴史的に、そして現在まで、補給線の伸長や修理施設の提供のため、かつ母港が提供する能力を超えて艦隊の「効果的な打撃力（effective striking power）」を強化するために、外洋海軍は海外基地を建設する傾向があった。一般的にそうした基地は、潜在的な紛争や国益に対する脅威が発生しうる地域に配置されている。例えば第二次世界大戦以降、イギリス海軍（後にアメリカ海軍）は、ペルシア湾での作戦のためにバーレーンに軍隊を駐留させ続けてきた。海外基地の軍事的重要性と価値は主に地理的位置に左右される。狭隘な、あるいは閉ざされた海のチョークポイントに位置する基地は、敵勢力のシーレーン付近やその打撃距離内に位置する場合、高い価値を有する。しかし、前進作戦基地にも同等の価値があり、真珠湾海軍基地はアメリカ海軍にとって太平洋で前進するための玄関口として機能している。

## 外洋海軍の例
以下は様々な国防の専門家や学者によって、外洋海軍であると評されている海軍の例である。なかにはその能力をうまく利用して公海上での支配権を行使し、そこから他国の沿海へ戦力投射した海軍もある。しかし、外洋海軍の定義について当事者間では合意されていない。

### 中国

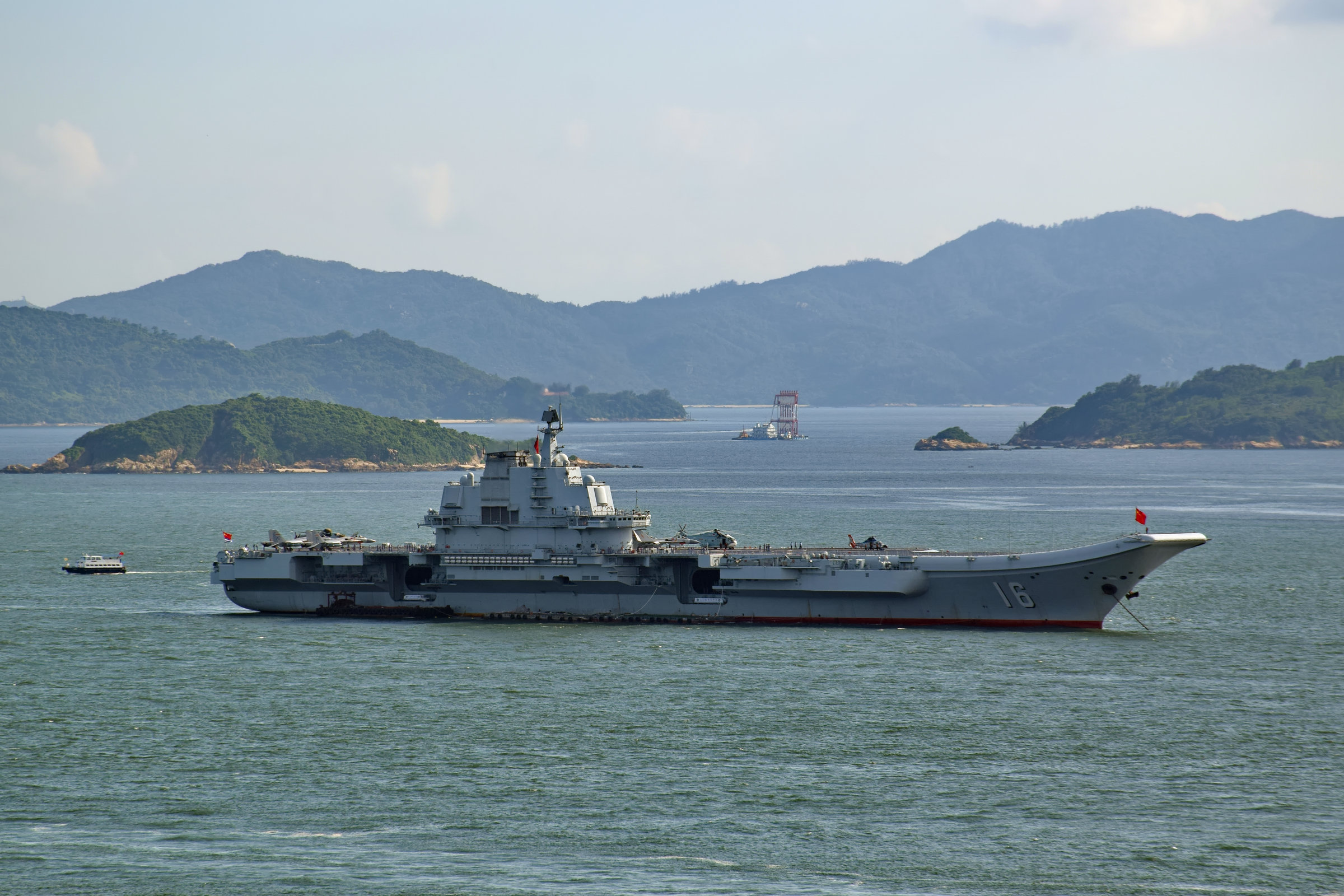
空母「遼寧」

中国海軍はその能力に関して様々な評価を受けている。James Mulvenon博士はアメリカ海軍研究所での執筆にあたり、「中国海軍は、まだ主にブラウンおよびグリーンウォーター・ネイビーである」と考え、遠洋航海可能な艦隊を目指す中国海軍の野望の主要な欠点として補給と兵站の問題を強調した。この見解は、Peter Howarth、Timo Kivimäki、Denny Roy、Bart Desseinらをはじめとする多くの学者によっても長年にわたって支持されてきた。
その外洋海軍への野心は、特にアメリカ合衆国議会やアメリカ国防総省から大きな注目を集めており、どちらもその主要目標が第一・第二列島線における戦力投射であることを認めている。2013年の米議会への報告書の中で国防の専門家は、中国は今後数十年間で、イギリスが1982年にフォークランド紛争を起こしたように、世界中で戦力を投じる能力を獲得するだろうと主張している。一方で、イギリスの海軍史家であるGeoffrey TillやDavid Shambaughなど、中国海軍が地域海軍から「限定的な」外洋海軍に移行したと考える者もいる。ToddとLindbergの分類法によれば、中国海軍は「地域的戦力投射海軍」である。また、防衛白書によれば「沿岸から1,500海里以上の遠方海域を制圧可能な能力」を目途にしているという。
2008年以降、中国海軍はアデン湾、特にジブチ保障基地を拠点に海賊対策任務を実施しており、2019年12月には初の国産空母となる「山東」を就役させた。

### フランス

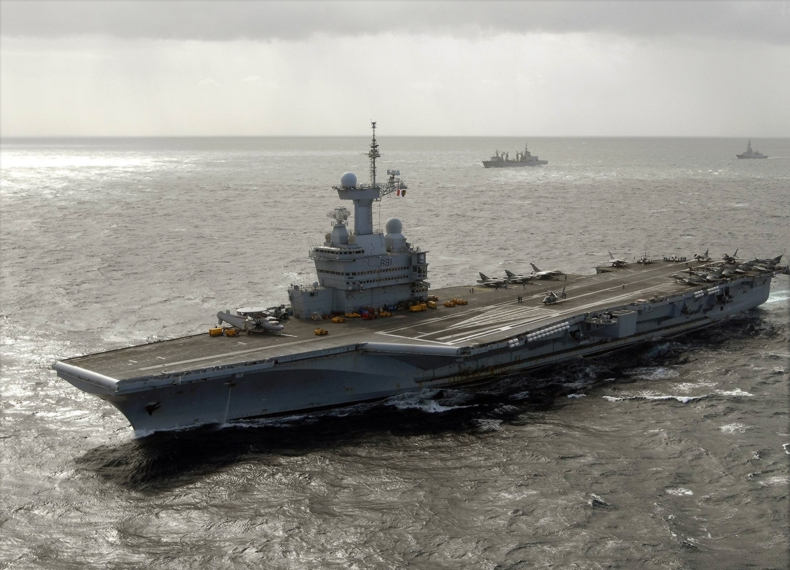
原子力空母「シャルル・ド・ゴール」

フランス海軍は様々な専門家や学者によって外洋海軍であると認識されており、ToddとLindbergの分類法によると、「限定された地球規模の戦力投射海軍」である。しかし彼らはまた、フランス海軍は「下降傾向」にあり、将来その地位を失うかもしれないとも考えている。
フランス海軍はAeronaval Groupとして知られるその主要な遠征任務部隊の中核をなす原子力空母「シャルル・ド・ゴール」を運用している。これに加え、Le Groupe Amphibieとして知られるミストラル級強襲揚陸艦を中心とする第2の揚陸部隊を保有しており、どちらの艦隊もForce d'action navale（海軍行動部隊）の一部である。潜水艦部隊は、弾道ミサイル搭載原子力潜水艦4隻と艦隊付の原子力潜水艦6隻を運用している。また、カリブ海のフォール＝ド＝フランスから、インド洋レユニオン島のル・ポール、太平洋のパペーテ、南大西洋や西太平洋を含むその他複数の地域まで、世界中に海軍施設のネットワークを保持している。
その作戦任務には、フランス国外における国益の保護や多くの海外領土の安全保障が含まれており、世界中で継続的任務を担っている。

### インド

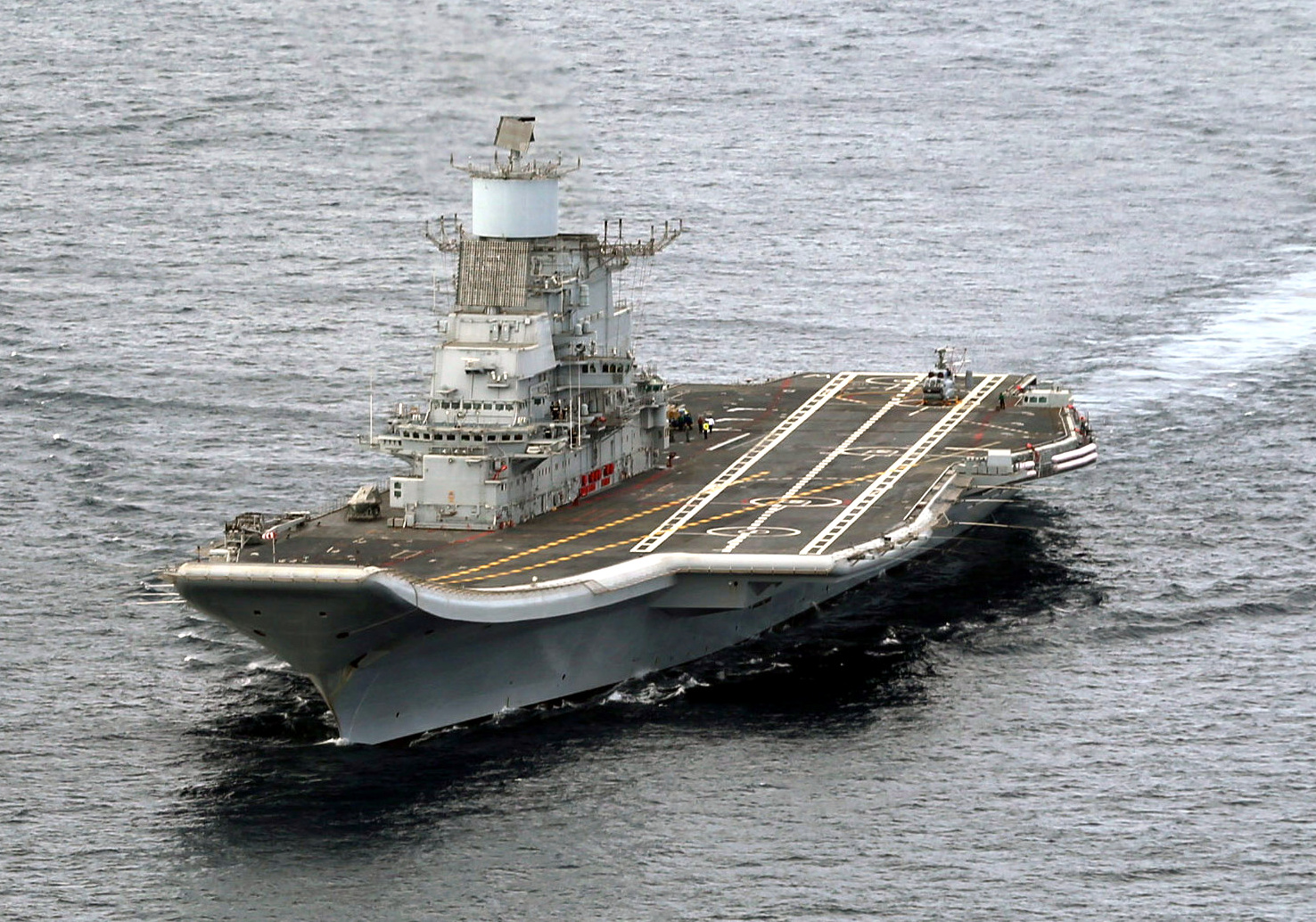
空母「ヴィクラマーディティヤ」

インド海軍は1961年の「ヴィクラント（初代）」就役以来、空母の運用能力において長い経験を有していることから、アジアの海軍のなかでは独特である。George J. Gilboyと政治学者のEric Heginbothamによれば、このことがインド海軍にその地域における「優れた戦力投射能力」を与えているという。また、ToddとLindbergの分類では「多地域戦力投射海軍」とされる唯一のアジアの海軍でもある。Greg Ryanは、Consultancy Africa Intelligenceのための審議文書にて、近年インド海軍は「ブルーウォーターにおける世界的戦力」として頭角を現してきたと主張している。
2007年のMaritime Capability Perspective計画にて、当初インドは外洋能力の発展方針を示しており、海軍の優先事項は「インドの戦略的利益地域（インド洋地域）における戦力」の投射であった。それ以来、ペルシア湾およびアフリカの角からマラッカ海峡までにおけるプレゼンスを拡大し、同海域における海賊対策任務や他国海軍とのパートナーシップ構築を日常的に実施している。また、南シナ海と東シナ海、および地中海西部にて2〜3ヵ月にわたる所定の展開を同時に実施しており、マダガスカルに聴音哨も有する。
2017年3月の「ヴィラート」退役後は、「ヴィクラマーディティヤ」を中心とする単一の空母機動部隊を運用している。しかし、2020年ごろに就役予定の新空母「ヴィクラント（2代目）」が進水しており、インドはその空母2隻体制を回復させつつある。また、ドック型揚陸艦「ジャラシュワ」を保有しており、アクラ型原子力潜水艦1隻をロシアからリースするとともに、国産開発の弾道ミサイル搭載原潜「アリハント」を現在運用している。

### ロシア

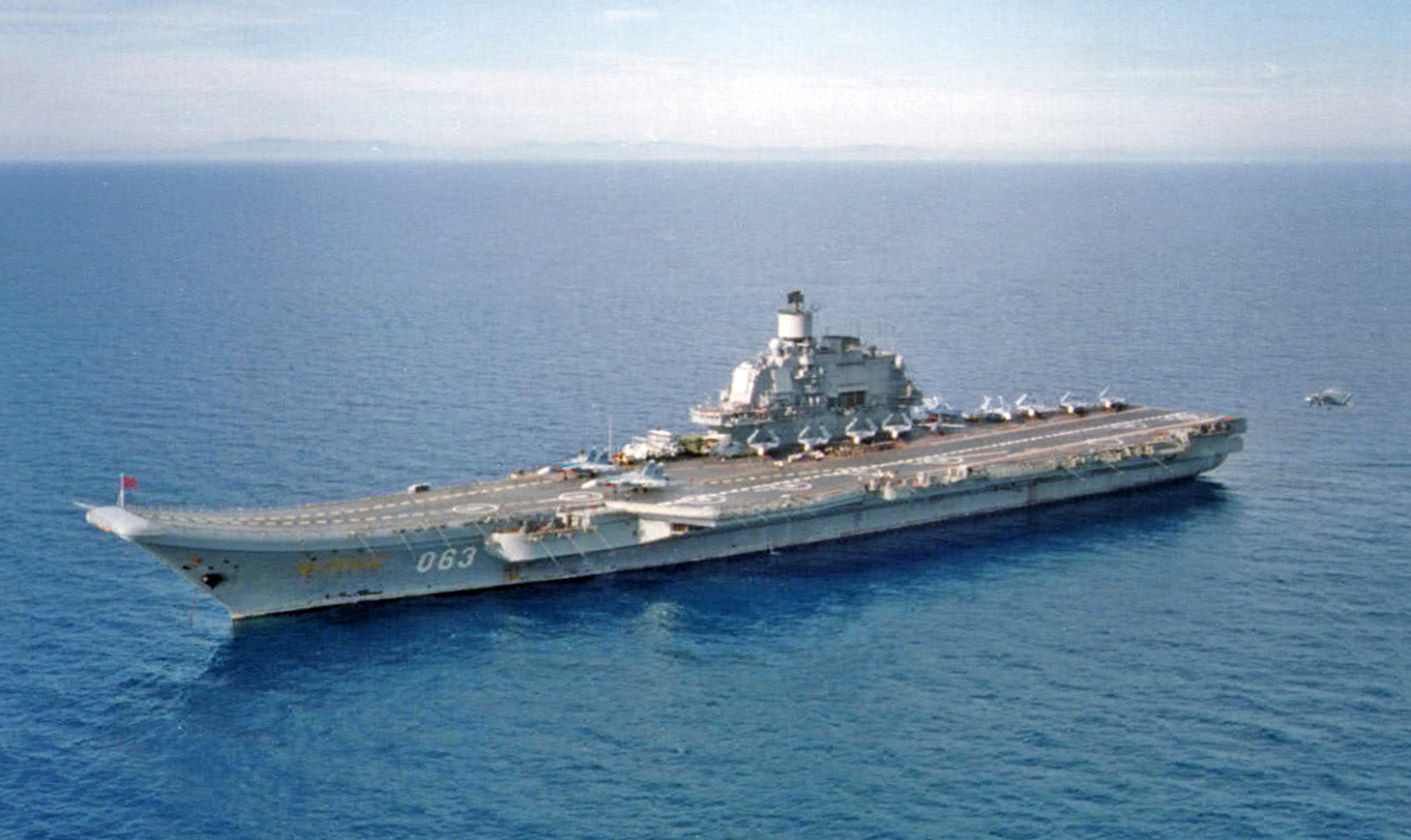
空母「アドミラル・クズネツォフ」

かつてのソ連海軍はアメリカ海軍に匹敵する戦力を維持していたが、冷戦終結と1991年のソビエト連邦の崩壊による予算不足からその海軍力は大幅に低下し、1990年代後半まではロシア海軍の遠洋航海能力を示す目に見える証拠はほとんどなかった。「海軍の野望がその対象範囲を広げ、大規模な外洋海軍の再建を目指した」のは、2007年のウラジーミル・プーチン政権下のことである。今日のロシア海軍はToddとLindbergの分類では「多地域戦力投射海軍」とされ、Geoffrey Tillも外洋海軍だと評している。
アナリストらは、冷戦期には北大西洋での潜水艦作戦に重点が置かれていたのに対し、台頭する中国やオバマ政権のアジア太平洋政策（Asia-Pacific Pivot）が潜在的脅威となる太平洋地域へロシアの戦略的重点が移行していると指摘している。
ロシアは、シリアのタルトゥースに補給・整備施設を有する唯一の海外海軍施設を維持している。この施設は、地中海に展開するロシアの艦艇に技術的整備と兵站支援を提供する。2008年以降、ロシア海軍の活動は主に大西洋、地中海、カリブ海、そしてインド洋で顕著に増加している。

### イギリス

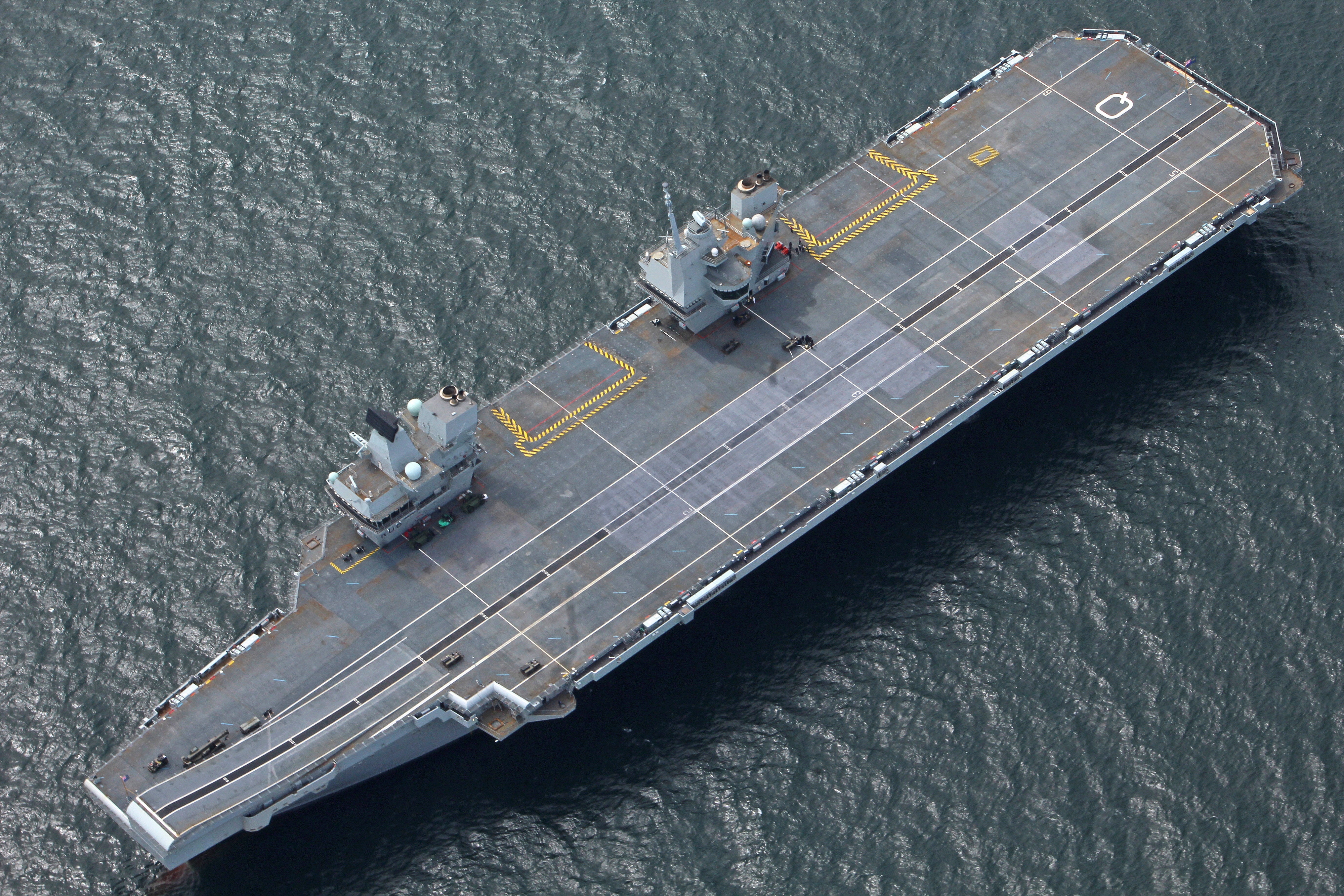
空母「クイーン・エリザベス」

イギリス海軍も多くの専門家や学者から外洋海軍と見なされており、新しい艦艇でその地位を固める可能性が高い。イギリスにおいてそのような軍隊を表すためよく適用される用語は、海上遠征能力（maritime expeditionary capabilities）を有する海軍である。
世界各地で継続的に多くの任務を支援し、統合遠征部隊（JEF）として知られる遠征任務部隊を維持している。潜水艦戦力としては4隻の弾道ミサイル搭載原子力潜水艦と7隻の艦隊付原子力潜水艦を運用しており、これらは世界規模で運用されている。さらに、イギリス海軍補助艦隊は作戦を支援し揚陸能力を増強するベイ型補助揚陸艦など多数の艦艇を有する。
イギリス海軍の任務は戦闘のほか、遠洋航海の実施、海洋秩序の維持、紛争予防と抑止であるとアメリカ海軍大学校は認識している。このようにイギリス海軍は、対潜および対空戦においてその「世界的」で高度な統制維持が戦略的に重要だと考えている。また、第二次世界大戦以降は、朝鮮戦争、フォークランド紛争、湾岸戦争、シエラレオネ内戦、アフガニスタン紛争、イラク侵攻、2011年リビア内戦への介入など、その遠征能力の多くの例を実証してきた。

### アメリカ

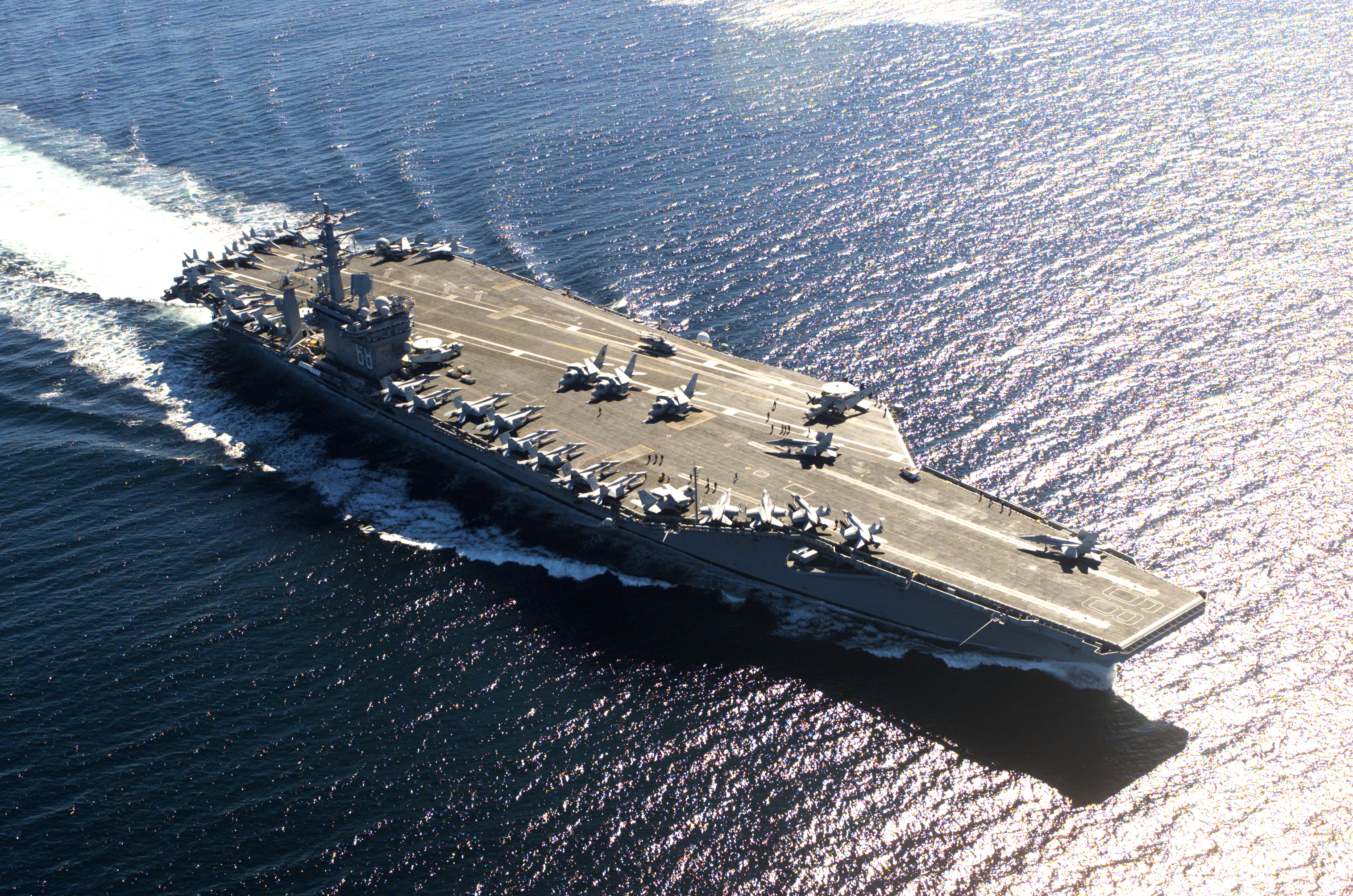
原子力空母「ニミッツ」

アメリカ海軍は専門家や学者から外洋海軍と見なされている。すべての海洋において同時に活動できる世界的な外洋海軍とされており、他の戦力投射型海軍とは一線を画している。
ニミッツ級航空母艦およびジェラルド・R・フォード級航空母艦を中核とする11の空母打撃群を維持し、そのうち、艦隊対応計画（Fleet Response Plan, FRP）に基づき30日以内に6つが展開あるいは展開準備され、90日以内に2つが展開準備される。これに加え、揚陸艦に海兵隊航空団を備えた海兵遠征部隊を擁する9つの遠征打撃群の継続的配備を維持している。軍事海上輸送司令部はこの種のものとしては世界最大であり、軍事輸送と艦船補給を世界各地で担当している。
アメリカ海軍はその外洋戦闘能力の無数の例を示すとともに、世界の沿海域に戦力投射し、平時には前線展開し、地域的危機に迅速に対応する能力を有している。第二次大戦、朝鮮戦争、ベトナム戦争、湾岸戦争、アフガニスタン紛争、イラク戦争などがその例である。また、アメリカ沿岸警備隊は厳密には海軍ではないが、世界中の海域へ展開可能な外洋部隊でもある。